# Golden Globe per la miglior trasmissione televisiva
Il Golden Globe per la miglior trasmissione televisiva venne assegnato alla miglior trasmissione televisiva dalla HFPA (Hollywood Foreign Press Association). È stato assegnato dal 1956 al 1969.

## Vincitori e candidati
L'elenco mostra la vincitrice di ogni anno, seguita dalle trasmissioni televisive che hanno ricevuto una candidatura. Per ogni trasmissione televisiva viene indicato il titolo italiano e titolo originale tra parentesi.

### 1950
- 1956
  - Dinah Shore - Disneyland (Disneyland) per l'episodio Davy Crockett
  - Lucille Ball e Desi Arnaz - The American Comedy (The American Comedy)

- 1957
  - Cheyenne (Cheyenne)
  - Matinee Theatre (Matinee Theatre)
  - The Mickey Mouse Club (The Mickey Mouse Club)
  - Playhouse 90 (Playhouse 90)
  - This Is Your Life (ThedThis Is Your Life)

- 1958
  - Alfred Hitchcock - Alfred Hitchcock presenta (Alfred Hitchcock Presents)
  - Mike Wallace - The Big Surprise (The Big Surprise)
  - Eddie Fisher - Coke Time (Coke Time)
  - Jack Benny

- 1959
  - Ann Sothern - The Ann Sothern Show (The Ann Sothern Show)
  - Loretta Young - Letter to Loretta (Letter to Loretta)
  - Red Skelton - The Red Skelton Show (The Red Skelton Show)
  - Ed Sullivan - Toast of the Town (Toast of the Town)
  - Paul Coates - Tonight! (Tonight!)
  - William T. Orr (produttore)

### 1960
- 1962
  - Io e i miei tre figli (My Three Sons)
  - What's My Line? (What's My Line?)

- 1964
  - The Danny Kaye Show (The Danny Kaye Show)
  - The Dick Van Dyke Show (The Dick Van Dyke Show)
  - The Richard Boone Show (The Richard Boone Show)
  - The Andy Williams Show (The Andy Williams Show)
  - The Beverly Hillbillies (The Beverly Hillbillies)
  - The Bob Hope Show (The Bob Hope Show)
  - Bonanza (Bonanza)
  - La parola alla difesa (The Defenders)
  - Undicesima ora (The Eleventh Hour)
  - The Garry Moore Show (The Garry Moore Show)
  - The Jack Benny Program (The Jack Benny Program)
  - The Johnny Carson Show (The Johnny Carson Show)
  - The Judy Garland Show (The Judy Garland Show)
  - Gli uomini della prateria (Rawhide)
  - The Red Skelton Show (The Red Skelton Show)

- 1965
  - Gli inafferrabili (The Rogues)
  - Twelve O'Clock High (Twelve O'Clock High)
  - I mostri (The Munsters)
  - The Red Skelton Show (The Red Skelton Show)
  - Wendy and Me (Wendy and Me)

- 1966
  - Organizzazione U.N.C.L.E. (Man from U.N.C.L.E.)
  - Get Smart (Get Smart)
  - Le spie (I Spy)
  - Frank Sinatra: A Man and His Music (Frank Sinatra: A Man and His Music)
  - My Name Is Barbra (My Name Is Barbra)

- 1967
  - Le spie (I Spy)
  - Il fuggiasco (The Fugitive)
  - Organizzazione U.N.C.L.E. (Man from U.N.C.L.E.)
  - I giorni di Brian (Run for Your Life)
  - Quella strana ragazza (That Girl)

- 1968
  - Missione impossibile (Mission: Impossible)
  - The Carol Burnett Show (The Carol Burnett Show)
  - The Dean Martin Show (The Dean Martin Show)
  - Garrison's Gorillas (Garrison's Gorillas)
  - Rowan & Martin's Laugh-In (Rowan & Martin's Laugh-In)

- 1969
  - Rowan & Martin's Laugh-In (Rowan & Martin's Laugh-In)
  - The Carol Burnett Show (The Carol Burnett Show)
  - The Doris Day Show (The Doris Day Show)
  - Julia (Julia)
  - Reporter alla ribalta (The Name of the Game)